# ロッカダスピデ
ロッカダスピデ（伊: Roccadaspide）は、イタリア共和国カンパニア州サレルノ県にある、人口約7,100人の基礎自治体（コムーネ）。

## 地理

### 位置・広がり

#### 隣接コムーネ
隣接するコムーネは以下の通り。
- アルバネッラ
- アクアーラ
- カパッチョ＝ペストゥム
- カステル・サン・ロレンツォ
- カステルチーヴィタ
- フェリット
- モンテフォルテ・チレント
- トレンティナーラ

## 行政

### 分離集落
ロッカダスピデには、以下の分離集落（フラツィオーネ）がある。
- Doglie, Serra, Fonte, Carretiello, Tempalta